# Cristo non si è fermato a Eboli
Cristo non si è fermato a Eboli è un corto documentario del 1952 diretto da Michele Gandin.

## Trama
Un maestro dell'Unione Nazionale per la Lotta contro l'Analfabetismo (UNLA) torna al suo paese, Savoia di Lucania, dopo aver frequentato un corso di "Preparazione per l'Educazione degli Adulti" organizzato dall'Unione con il compito di istituire il Centro di Cultura Popolare. Attraverso la sua storia il documentario narra come i centri sorgano, come attraverso i corsi di istruzione e di cultura, la biblioteca, i laboratori e le iniziative di carattere civico, si sviluppino e come progressivamente, l'interesse della popolazione analfabeta e semianalfabeta si faccia sempre più vivo e profondo fino ad arrivare ad una vera elevazione del livello culturale e sociale dell'intera popolazione.

## Premi
Gran Premio per il miglior film documentario alla IV Mostra internazionale del Film Documentario e del cortometraggio di Venezia.